# Sulzheim, Alzey-Worms
Sulzheim là một đô thị thuộc huyện Alzey-Worms, bang Rheinland-Pfalz, Đức. Đô thị này có diện tích 6,07 km².